# Unzent
Unzent (okzitanisch gleichlautend) ist eine französische Gemeinde mit 119 Einwohnern (Stand 1. Januar 2022) im Département Ariège in der Region Okzitanien (bis 2015 Midi-Pyrénées). Sie gehört zum Arrondissement Pamiers und zum 2016 gegründeten Gemeindeverband Portes d’Ariège Pyrénées. Die Bewohner werden Unzentois genannt.

## Geografie
Die Gemeinde Unzent liegt in einem waldarmen Hügelland, etwa 55 Kilometer südsüdöstlich von Toulouse und ca. 60 Kilometer nördlich des Pyrenäen-Hauptkammes. Pamiers, die Arrondissemenrs-Hauptstadt, liegt 18 Kilometer südwestlich von Unzent. Die westliche Grenze der Gemeinde markiert die Aure, ein linker Nebenfluss der Ariège. Zum 7,9 km² umfassenden Gemeindeareal zählen neben dem Dorf Unzent die Ortsteile und Weiler Soubiran, La Serre, Macara, Mounies (teilweise), Merciers, Le Moulin, Brune, Bouscanié, Labeille, Taux, Le Cocut, Bayrat, Abals, Jean Auriol, Bounals, Tartejoque, Olivier Neuf, Touchis, Les Fages, La Fajolle, L’Auriol, Savignol, Les Nauzes, Les Fagettes, Le Fauriou, Fériol, Couderc, Cahuzac, Marge Cabirol, Pujol, La Capelle und Rebequet. Umgeben wird Unzent von den Nachbargemeinden Saverdun im Norden, Bonnac im Osten, Saint-Amans im Südosten, Escosse im Süden, Lescousse im Südwesten sowie Saint-Martin-d’Oydes im Westen.

## Bevölkerungsentwicklung
| Jahr      | 1962 | 1968 | 1975 | 1982 | 1990 | 1999 | 2006 | 2012 | 2022 |
| Einwohner | 146  | 101  | 94   | 82   | 109  | 120  | 123  | 126  | 119  |

Im Jahr 1876 wurde mit 388 Bewohnern die bisher höchste Einwohnerzahl ermittelt. Die Zahlen basieren auf den Daten von Annuaire Mairie und des Institut national de la statistique et des études économiques.

## Sehenswürdigkeiten
- Kirche Saint-Michel
- Wegkreuze

## Wirtschaft und Infrastruktur
In Unzent sind 13 Landwirtschaftsbetriebe ansässig (Getreideanbau, Milchvieh-, Schaf- und Ziegenhaltung).
In der 15 Kilometer entfernten Kleinstadt Pamiers besteht ein Anschluss an die Autoroute A66. Der Bahnhof Pamiers liegt an der Bahnlinie von Portet-sur-Garonne nach Puigcerdà in Katalonien.

## Belege
1. ↑  Statistiques sur la population d'Unzent, auf annuaire-mairie.fr
2. ↑  Dossier complet Commune d'Unzent (09319), auf insee.fr insee.fr
3. ↑  Culture et production animale, chasse et services annexes sur Unzent, auf annuaire-mairie.fr (französisch)